# Georges Sari
Georges Sari (grec moderne : Ζωρζ Σαρή) ou Zorz Sari née Georgía Sarivaxeváni (Γεωργία Σαρηβαξεβάνη) à Athènes le  23 mai 1923 et morte dans la même ville le 9 juin 2012, est une écrivaine et actrice grecque.

## Biographie
La mère de Georges Sari est française et son père est grec d'Ayvalik, en Turquie. Elle grandie en Grèce, où elle  fréquente l'école primaire et secondaire. 